# 千原こずえ
千原 こずえ（ちはら こずえ、1979年1月23日 - ）は、元キャンギャル、元グラビアアイドル。
当時としては非常に珍しいバスト100cmiカップというグラマラスボディで世の男性を虜にした。

## 主な活動

### テレビ
- 出動!ミニスカポリス（テレビ東京）
- クイズ!紳助くん（ABCテレビ）1997年6月
- 神出鬼没・乗ってけ!北野誠タクシー　2000年7月
- 吉本超合金K・ケンコバ大王（テレビ大阪 2002年10月6日 - 2003年3月30日）

### ビデオ
- 推理小説家志望 麻生奏の奮闘記　こずえVS麻生奏（MARI）（2002年・株式会社エッジ）
- 新人巨乳アイドル発掘企画「巨乳札2」　千原こずえ　（株　カンパス）

### DVD
- 推理小説家志望 麻生奏の奮闘記　こずえVS麻生奏（MARI）（2002年・株式会社エッジ）
- こずえ　FINAL I CUP　（STUDIO－KT70）
- 新人巨乳アイドル発掘企画「巨乳札2」千原こずえ　（株式会社カンパス）

### 雑誌
- 『BUBKA』1998年11月号

### レースクイーンとして
- 1997年、1998年　F3選手権 TOYOTAチームTOM'S　TOBIギャル
- 1997年　鈴鹿８耐　チーム阪神ライディングスクール　サーキットメイト
- 1998年、1999年　鈴鹿８耐　チームBEET　IGOL　OIL　ビートボンバーギャル
- 2000年　鈴鹿８耐　チーム22ポリスナショナル＆月木レーシングギャル
- 2002年　全日本GT選手権チーム大黒屋キャンペーンギャル

### 芸能
- 1999年、2000年　自交社　バイクボーイギャル
- 2000年　MBS ワールドコレクション　ワーコレギャル
- 2000年、2001年　出動!ミニスカポリス　7代目サテライトポリス
- その他、撮影会やイベント等に多数出演